# Kyffhäusers voetbalkampioenschap 1924/25
In 1924/25 werd het achtste Kyffhäusers voetbalkampioenschap gespeeld, dat georganiseerd werd door de Midden-Duitse voetbalbond. Wacker Nordhausen werd kampioen en plaatste zich voor de Midden-Duitse eindronde. De club verloor meteen van SV 1901 Gotha.

## Gauliga
| Plaats | Club                          | Wed. | W  | G | V  | Saldo | Ptn.  |
| ------ | ----------------------------- | ---- | -- | - | -- | ----- | ----- |
| 1.     | SV Wacker 1905 Nordhausen     | 18   | 12 | 4 | 2  | 40:11 | 28:8  |
| 2.     | SpVgg Preußen 1905 Nordhausen | 18   | 11 | 3 | 4  | 29:17 | 25:11 |
| 3.     | BSC 1907 Sangerhausen         | 18   | 9  | 4 | 5  | 29:16 | 22:14 |
| 4.     | VfB 1906 Sangerhausen         | 18   | 10 | 2 | 6  | 51:31 | 22:14 |
| 5.     | VfB 1909 Eisleben             | 18   | 8  | 3 | 7  | 34:25 | 19:17 |
| 6.     | FC 1911 Heiligenstadt         | 18   | 8  | 3 | 7  | 23:24 | 19:17 |
| 7.     | SpVgg 1919 Eisleben           | 18   | 9  | 1 | 8  | 21:23 | 19:17 |
| 8.     | VfR Dingelstädt               | 18   | 5  | 1 | 12 | 23:38 | 11:25 |
| 9.     | SC Olympia Nordhausen         | 18   | 2  | 4 | 12 | 12:43 | 8:28  |
| 10.    | SpVgg Mansfeld-Leimbach       | 18   | 2  | 3 | 13 | 13:47 | 7:29  |

|  | Kampioen, geplaatst voor Midden-Duitse eindronde |
|  | Degradatie                                       |